# 冷泉元豐
冷泉元豐（?—1562年11月19日），日本戰國時代的武將。父親是冷泉隆豐。
冷泉氏是大內氏的支流。祖父冷泉興豐改用母方冷泉家的家號，改姓冷泉氏。

## 生平
生年不詳。天文20年（1551年），在父親隆豐於大寧寺之變中戰死後，因為年幼，與弟弟四郎（後來的元滿）一同跟隨叔父（隆豐的實弟）吉安豐英，逃亡到安藝國國人兼平賀氏前當主平賀弘保之下。在毛利元就的防長經略時期，仕於毛利氏。不久後元服，受元就下賜偏諱「元」字，改名元豐。
在防長經略後，毛利氏開始攻略北九州，佔領豐前國北部。此時，成為面向關門海峽的門司城城代。
永祿5年（1562年），與桂元親、赤川元吉一同在豐前大里、柳浦，與立花道雪率領的大友軍交戰，戰死。
家督由弟弟元滿繼承，在毛利氏奪回門司城後，成為門司城代。